# Керавнійські гори
Кера́внійські гори, Кера́вни, Акрокераунські гори (алб. Mali i Kanalit, грец. Κεραύνια Όρη), Хімарні гори або Хімара (Όρη Χειμάρας) — гірський масив на крайньому південному заході сучасної Албанії в албанській рив'єрі в області Вльора, що спускається схилами прямо в Іонічне море. Найвищий пік - Чика висотою 2045 метрів. Другий за висотою пік - Кьореш (алб. Qorres) висотою 2018 метрів. Починаються гори на півдні у Саранди, довжиною приблизно 100 кілометрів. Розділяється високогірним перевалом Логара на західну і східну частини. Західним краєм є півострів Карабурун, чия грецька назва Акрокеравнія дає назву західній частині Керавнійських гір - Акрокеравнійські гори (алб. Malësia Akrokeraune, грец. Ακροκεραύνια Όρη). Продовженням гір є острів Сазані.
Карабурун, званий італійцями як мис Лінгвета (італ. Linguetta), разом з півостровом Салентина задає вузьку точку протоки Отранто  . Давньоримський поет Вергілій писав в «Енеїді» : 
Йдемо морем, минаєм сусідню Керавнії землю: Звідки в Італію путь і шляхи найкоротші по хвилях.  
Оригінальний текст (лат.)
 Prouehimur pelago uicina Ceraunia iuxta,

unde iter Italiam cursusque breuissimus undis. 

У горах знаходиться Національний парк «Логара». Через перевал Логара у гори Чика проходить  національна дорога SH8 і з'єднує Вльору, Орікум, Хімару і Саранду.
Грецька назва гір походить від грец. κεραυνός блискавка через те, що тут часто збираються хмари. Албанці часто називають гори на південь від Логари горами Вететимес (алб. Malet e Vetëtimes) від алб. vetëtimë блискавка.

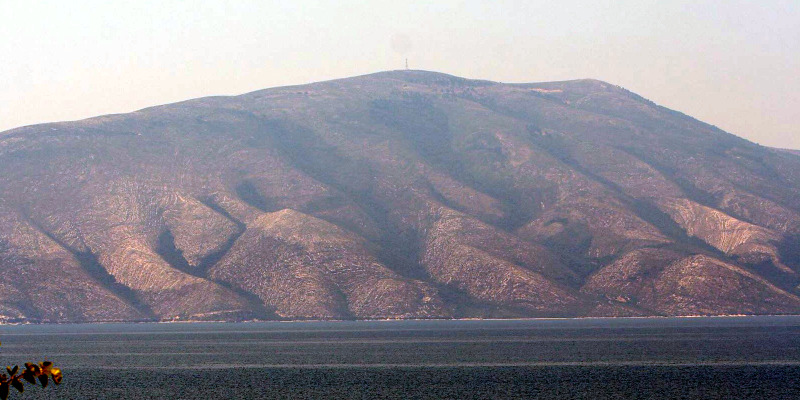
Півострів Карабурун
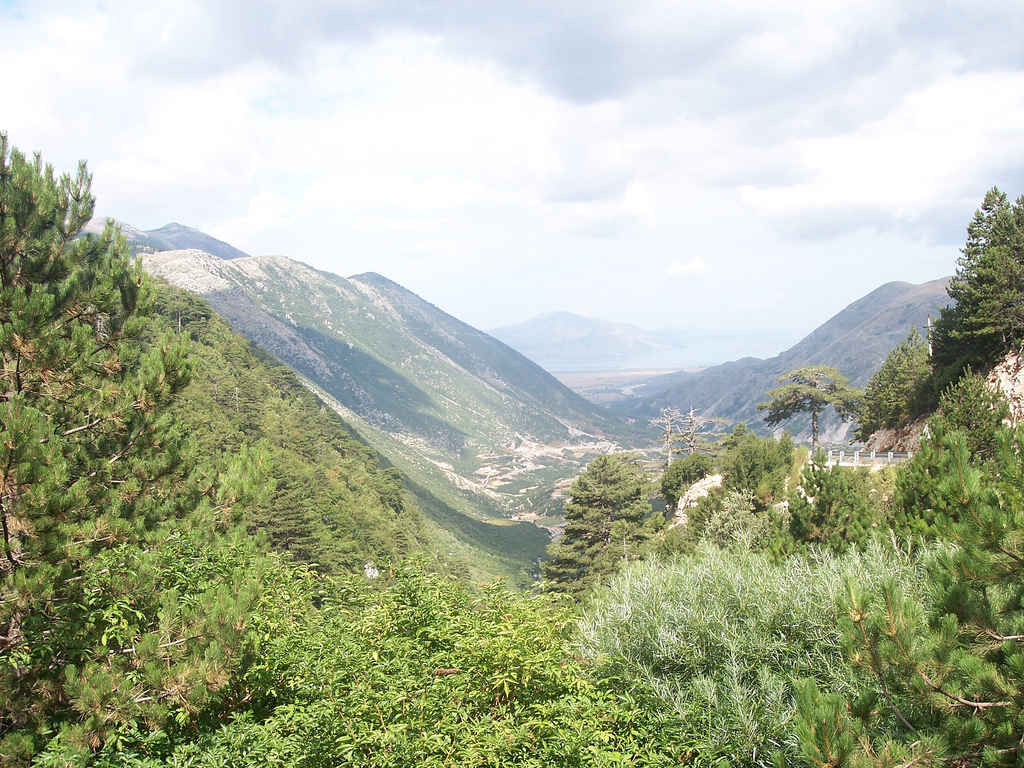
Перевал Логара